# Forte dei Pianelloni
Il Forte dei Pianelloni o Batteria Pianelloni è una struttura difensiva, ora in disuso, sita in località San Terenzo a La Spezia.

## Storia
Il Forte fu costruito da maestranze militari nella seconda metà dell'Ottocento all'altitudine di 115 metri sul livello del mare, su di un promontorio che sovrasta la baia di Lerici come parte del sistema di fortificazioni posto a difesa di La Spezia e del suo golfo. Non è noto il nome del progettista.
Alla data del 10 ottobre 1889 la batteria Pianelloni risultava dotata di tre cannoni da 240 mm e due da 120 mm.
Il forte è stato dismesso dopo la Seconda guerra mondiale e, dopo alcuni tentativi di vendita a privati, nel 2018 l'area è passata in proprietà del Comune di Lerici per essere valorizzata.